# Jevnaker

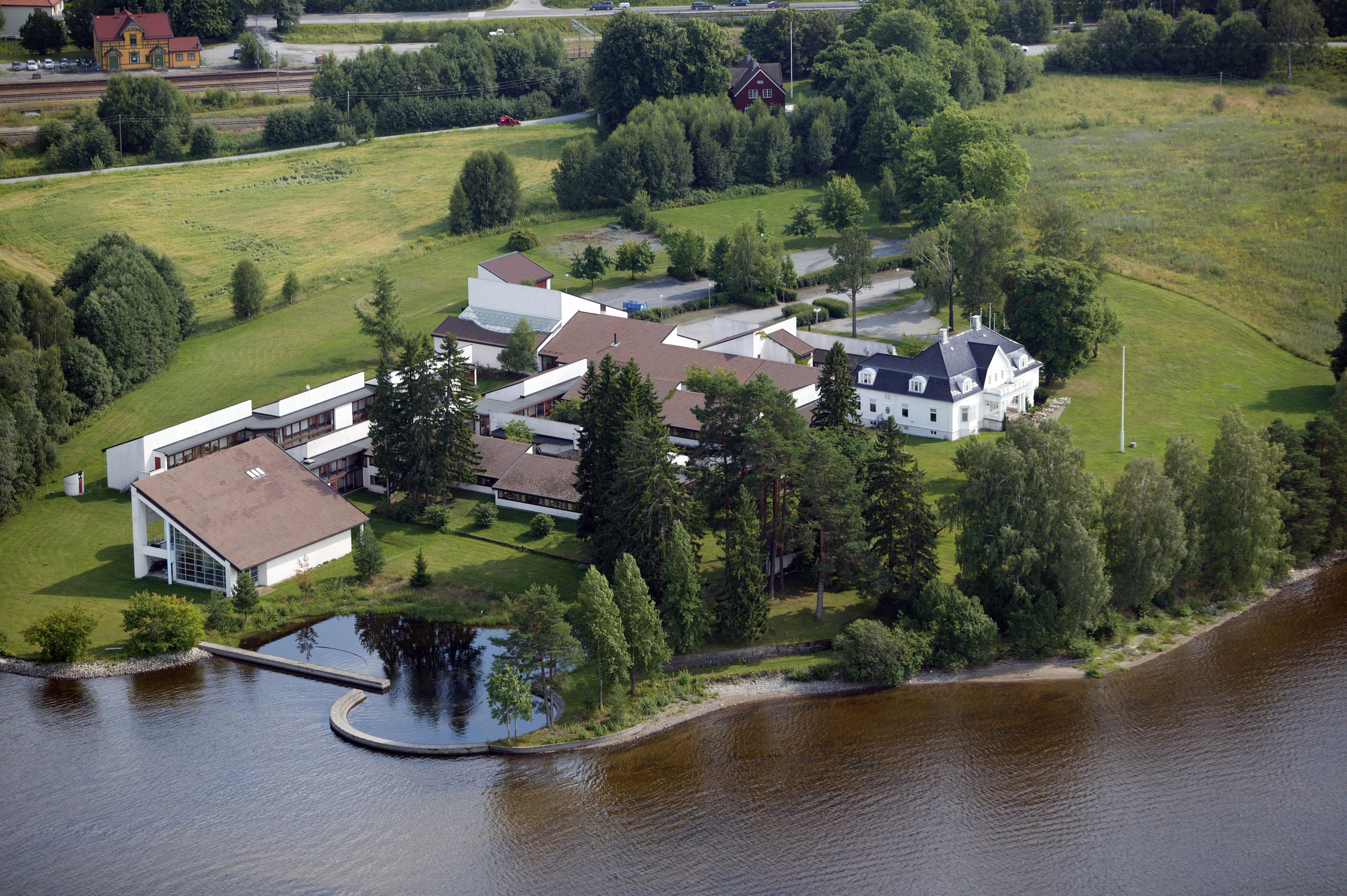
Một khách sạn ở ngoại ô Jevnaker

Jevnaker là một đô thị ở hạt Oppland, Na Uy. Trung tâm hành chính của đô thị này là làng Jevnaker với dân số 4.302.
Giáo xứ của Jævnaker được thành lập như là một đô thị vào ngày 1 tháng 1 năm 1838 (xem formannskapsdistrikt). Khu vực Lunner đã được tách khỏi đô thị Jevnaker trên 01/1/1898 để hình thành một đô thị của riêng nó.
Đô thị này (cùng với Gran và Lunner) là một phần của khu vực truyền thống Hadeland. Khu vực Hadeland có dân số khoảng 30.000. Khu vực này lan truyền trên một vùng rộng lớn bao gồm nhiều ngôi làng và thị trấn.